# John Kirkham (cầu thủ bóng đá)
John Kenneth Kirkham (sinh ngày 13 tháng 5 năm 1941) là một cầu thủ bóng đá người Anh đã giải nghệ thi đấu ở vị trí tiền vệ.

## Sự nghiệp
Sinh ra ở Wednesbury, Kirkham khởi đầu sự nghiệp với đội trẻ của Wolverhampton Wanderers, thi đấu ở Cúp FA Trẻ 1957-58. Kirkham cũng từng thi đấu cho đội một của Wolves, có 100 lần ra sân ở Football League từ năm 1959 đến năm 1965. Ông cũng từng thi đấu cho Peterborough United và Exeter City – lần lượt có 46 và 32 trận – trước khi chuyển sang bóng đá non-league với Horwich RMI, và ở Nam Phi với Durban Spurs.